# Vexillum australe
Vexillum australe is een slakkensoort uit de familie van de Costellariidae. De wetenschappelijke naam van de soort is voor het eerst geldig gepubliceerd in 1820 door Swainson.